# Stathis Gourgouris
Stathis Gourgouris (griechisch Στάθης Γουργουρής, * 1958 in Los Angeles) ist ein griechisch-US-amerikanischer Komparatist sowie Neogräzist und Dichter.

## Leben
Gourgouris ist in Los Angeles geboren, jedoch in Athen aufgewachsen. Er studierte Vergleichende Literaturwissenschaft und Neugriechisch an der University of California, Los Angeles und erwarb dort 1990 den Ph.D. Seither lehrt er an der Columbia University, New York. Daneben hat er Gastprofessuren an den Universitäten Princeton, Yale, an der UCLA und der Nationalen Technischen Universität Athen wahrgenommen. Neben seinen literaturwissenschaftlichen Schriften zur griechischen Aufklärung und zur Bildung des griechischen Nationalstaates und zur Literaturtheorie hat er vier Bände von Gedichten in neugriechischer Sprache veröffentlicht.
Seine Arbeitsschwerpunkte sind die Literaturtheorie, die modernistische Poetik, die Aufklärung, die vorsokratische Philosophie und die zeitgenössische neugriechische Dichtung. Daneben beschäftigt er sich auch mit experimenteller Musik.

## Schriften (Auswahl)
Literaturwissenschaftliche Schriften
- Dream Nation: Enlightenment, Colonization, and the Institution of Modern Greece. Stanford University Press, Stanford 1996.
  - Neugriechische Fassung: Έθνος-όνειρο: Διαφωτισμός και θέσμιση της σύγχρονης Ελλάδας. Κριτική, Athen 2007.
- Does Literature Think? Literature as Theory for an Antimythical Era. Stanford University Press, Stanford 2003.
  - Neugriechische Fassung: Στοχάζεται η λογοτεχνία; Η λογοτεχνία ως θεωρία σε μια αντιμυθική εποχή. Εκδοσεις Νεφελη, Athen 2006.
- Lessons in Secular Criticism. Fordham University Press, Bronx, NY 2013.
- als Herausgeber: Freud and Fundamentalism. The Psychical Politics of Knowledge. Fordham University Press, Bronx, NY 2010.

Gedichtbände
- Ενδεχομένως Αταξίες. Athens: Nissos, 2016.
- Εισαγωγή στη Φυσική. Athens: To Melani, 2005.